# Lac Joseph
Le lac Joseph est un vaste lac situé dans le centre-sud-ouest du Labrador, dans la province canadienne de Terre-Neuve-et-Labrador.

## Toponymie
Le terme lac est également employé en anglais, à l'instar du Petit lac Joseph, du lac Fleur-de-May, du lac à l'Eau Claire ainsi que d'autres lacs et rivières dans ce secteur historiquement influencé par la présence des Canadiens français. Le secteur était connu des colons de la Nouvelle-France au début du XVIIIe siècle et a appartenu au Québec avant d'être attribué au Labrador terre-neuvien en 1927, lorsque le Conseil privé de Londres trancha le débat sur la frontière Québec-Labrador en situant la fin de la côte du Labrador à la limite du bassin versant se déversant dans la mer du Labrador.

## Géographie
La surface en eau du lac Joseph est de 397 km². En comptant les îles, la superficie totale est de 451 km². Le lac Joseph est l'un des plus grands lacs de la province. Le niveau de l'eau est à une altitude d'environ 505 m. Le bassin versant du lac Joseph s'étend sur 6 900 km².
Malgré une forme générale relativement circulaire, la géométrie du lac est particulièrement complexe, avec des contours comprenant d'innombrables baies et criques. La partie occidentale du lac, moins profonde que la partie orientale, est également parsemée d'une multitude d'îles de taille modeste et d'îlots. La partie orientale comprenant une grande île occupe une dépression qui s'allonge du nord au sud. Ce paysage est le résultat de la topographie du terrain façonné par l'érosion glaciaire.

## Hydrologie
En amont du lac Joseph se trouve le Petit lac Joseph, reliés par une courte mais abondante rivière d'environ 4 km de long entrecoupée de rapides. Les deux lacs sont distants de quelques centaines de mètres parmi de très nombreux plans d'eau vive ou stagnante créés par l'imperméabilité des sols reposant sur le bouclier canadien. Le Petit lac Joseph est alimenté par plusieurs rivières dont la principale prend sa source au sud.
Les principaux affluents du lac Joseph sont :
- la rivière à l'Eau Claire, qui prend sa source au nord-ouest, reçoit les eaux venant du lac à l'Eau Claire qui jouxte le lac Ashuanipi (situé à environ 35 km à l'ouest du lac Joseph), puis deux affluents importants drainant les terres situées au sud-ouest du lac Joseph dans les environs du lac Fleur-de-May[7] ;
- la rivière aux Poissons venant du nord[8] ;
- la rivière du Petit Lac Joseph (non officiellement nommée) venant du sud ;
- une rivière (non nommée) venant du nord à l'est de la rivière aux Poissons et drainant des lacs importants (non nommés) ;
- la rivière aux Petits-Poissons qui draine des lacs (non nommés) au nord-est du lac Joseph[9].

La rivière Kepimits s’écoule du coin sud-est du lac Joseph vers le lac Kepimits situé à l'est avant de rejoindre le vaste lac Aticonac (ou Atikonak) au sud-est. La puissante rivière Atikonak s'écoule alors vers le nord pour rejoindre le réservoir Ossokmanuan puis le réservoir Smallwood, rejoignant à travers le fleuve Churchill le lac Melville et l’océan Atlantique.

## Faune et flore
Le lac offre une excellente pêche pour le touladi, le brochet, le corégone et le saumon enclavé. La harde de caribous du lac Joseph se trouve autour du lac Ashuanipi en été et en automne. Le lac est principalement entouré de forêts d'épinettes noires, bien que le chenal Kapitagas à l'extrémité sud du lac Ashuanipi abrite la seule forêt de pins gris du Labrador, protégée en tant que partie intégrante de la réserve écologique de Redfir Lake-Kapitagas Channel.

## Occupation humaine

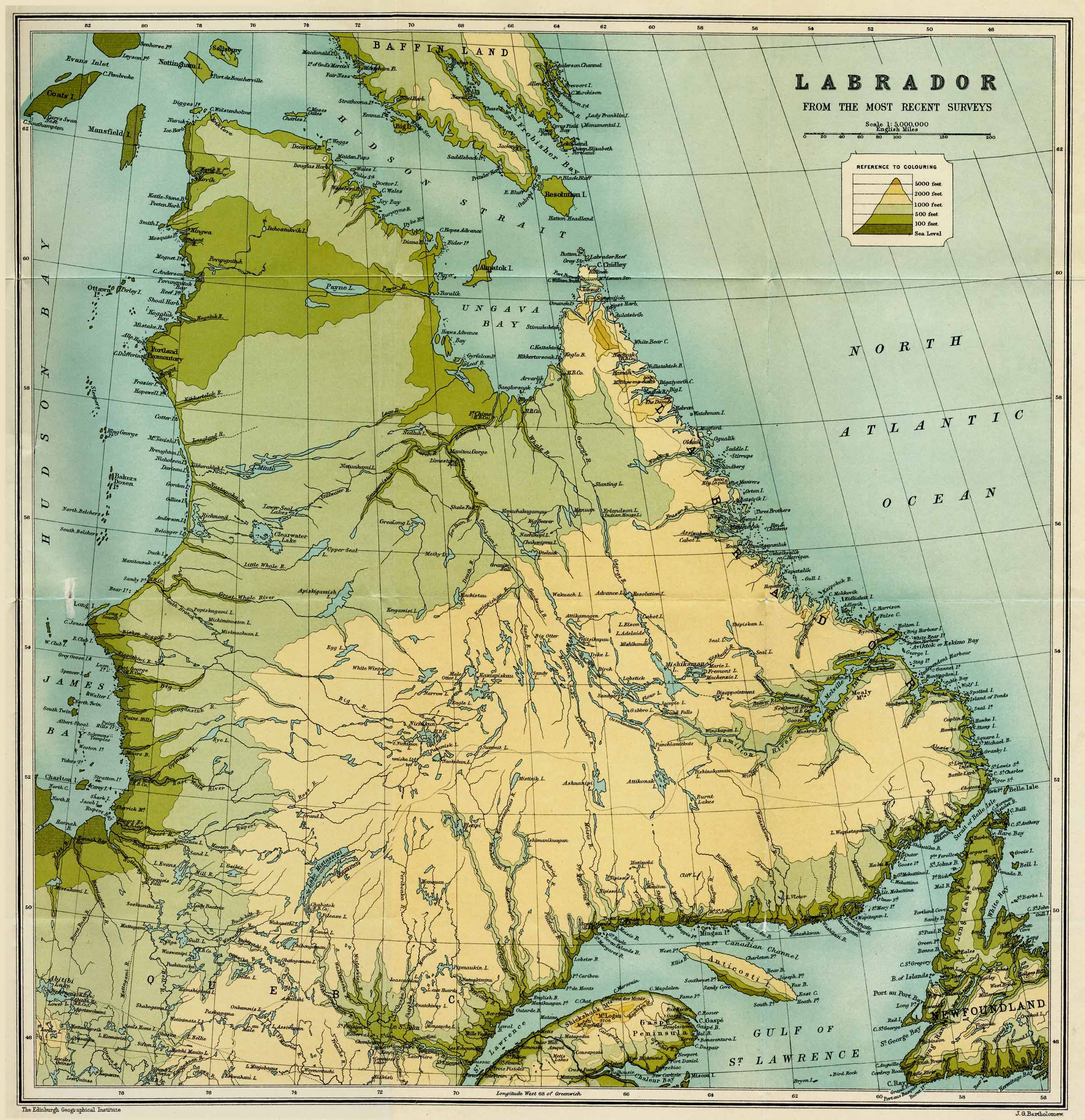
Carte de la péninsule du Labrador vers 1910 par John George Bartholomew sans le lac Joseph.

Grâce à la datation par le carbone 14, des preuves de présence humaine ont été trouvées autour du lac Ashuanipi il y a déjà 1 600 ans. Avec la rivière Moisie, dont les sources se trouvent à proximité, le lac Ashuanipi faisait partie d'une route empruntée par les Innus pour atteindre la partie inférieure de la rive nord du fleuve Saint-Laurent.
Le secteur du Lac Joseph était mal connu des Européens jusqu'au XXe siècle. La carte du Labrador établie vers 1895 par John George Bartholomew à partir des derniers arpentages montre une connaissance avancée du centre de la péninsule, notamment des nombreux lacs du bassin supérieur du fleuve Churchill. Mais la carte ne mentionne absolument pas le lac Joseph entre les lacs Ashuanipi et Aticonac (deux grands chemins de portage entre le golfe du Saint-Laurent et le centre du Labrador) malgré son immensité.

## Économie
Il n'y a pas d'activité permanente autour du lac Joseph en raison de son isolement. Les trois lignes à haute tension de 735 kilovolts reliant la centrale de Churchill Falls au Québec passent à l'extrémité sud du Petit lac Joseph.